# Лисабонски уговор (2007)
Лисабонски уговор (такође познат као Реформски уговор) је међународни уговор потписан 13. децембра 2007. у Лисабону. Службени назив Уговора је „Уговор о изменама и допунама Уговора о стварању Европске уније (Мастришки уговор) и Уговора о стварању Европске економске заједнице (ЕЕЗ) (Римски уговор)“. После ратификације у свим земљама чланицама, Уговор је ступио на снагу 1. децембра 2009. године.
Било је предвиђено да ће се процес ратификације Уговора завршити 1. јануара 2009, након чега је требало да ступи на снагу. Требало је да уговор замени Европски устав одбачен на референдумима у Француској и Холандији 2005. године.
Ратификација Уговора је одбачена на референдуму у Ирској 12. јуна 2008. Ричард Коберт, представик социјалистичке групе, такође је критиковао уговор као тоталиристички акт европских главешина над грађанима Европе, јер се спроводи без обећаног референдума који је обећан свим националним заједницама унутар европе. На поновљеном референдуму, одржаном 02. октобар 2009, пошто је Европска унија направила извесне уступке Ирској у вези војне неутралности, абортуса, пореских стопа и броја комесара у Европској комисији, грађани Ирске са 67,13% изјаснили су се за ратификацију споразума. На референдум је овог пута изашло 58% грађана.
10. октобра 2009 пољски председник Лех Качински потписао је Лисабонски уговор у присуству званичника Европске комисије и Европског парламента и притом нагласио како је овај договор о реформи европских институција велики успех и за Пољску која је успела да издејствује 13 од 14 кључних питања у којима су јој остале чланице изашле у сусрет. Пољска је тако постала 26. чланица Уније која је ратификовала споразум.
Чешки председник Вацлав Клаус пре ратификације уговора је затражио, да се на текст Лисабонског уговора дода клаузула у вези са Повељом о основним правима којом би се његова земља изузела из могућих захтева за повраћајем имовине протераним судетским Немцима и Мађарима после Другог светског рата. После вишеседмичних дискусија и критике додатних захтева чешког председника, на конференцији у Бриселу 29. октобра 2009., шефови држава и влада Европске уније су прихватили услов Чешке. Уговору је додат одговарајући амандман. После провере чешког уставног суда, Чешка као последња чланица Европске уније ратификује уговор..